# Reinhard Pfeiffer (Künstler)
Reinhard Pfeiffer (* 4. Oktober 1954 in Saalfeld) ist ein deutscher Künstler, Metallbildner sowie Autor.
1964 zog Pfeiffers Familie nach Ost-Berlin, wo er eine Lehre machte und danach in verschiedenen Berufen seinen Lebensunterhalt verdiente. Unter anderem arbeitete er beim Bildhauer Achim Kühn, wo er Zugang zu einer künstlerischen Betätigung fand. Seit 1981 ist Pfeiffer freischaffend als Metallbildhauer in Berlin tätig und hatte im In- und Ausland mehrere Ausstellungen. Von 1991 bis 1996 veranstaltete er „Piratenkunst-Auktionen“ im Berliner Stadtgebiet. 
Seit 1989 ist Pfeiffer auch schriftstellerisch tätig. Nachdem er sich zunächst auf Sachliteratur beschränkte, veröffentlicht er seit 1998 auch Lyrik und seit 2003 Kriminalromane. Besonders bekannt ist er für seine Lexika über DDR-Comis und utopische DDR-Literatur. 2006 gab er ein Sachbuch über die Indianerbewegung in der DDR heraus. 
Pfeiffer ist verheiratet und hat zwei Kinder.

## Publikationen (Auswahl)
- Metallgestaltung. Ausstellung der TIP-Galerie vom 23. Januar bis 14. April 1985, Theater im Palast. TiP-Galerie, Theater im Palast, Berlin (Ost) 1985. (Ausstellungskatalog)
- Digedag-Universum. Buchverlag Junge Welt, Berlin 1996, ISBN 3-7302-1001-7.
- Von Hannes Hegen bis Erich Schmitt. Lexikon der Karikaturisten, Presse- und Comiczeichner der DDR. Schwarzkopf und Schwarzkopf, Berlin 1998, ISBN 3-89602-162-1.
- Buchstabentürme. Ausgewählte Gedichte. Frieling, Berlin 1998, ISBN 3-8280-0616-7.
- mit: Franziska Pfeiffer: Vogelscheuchen. Ein Kultbuch. Edition Aragon, Moers 1998, ISBN 3-8953-5453-8.
- Science Fiction Lexikon der DDR. Edition Aragon, Moers 1998, ISBN 3-89535-457-0.
- Comic Lexikon der DDR . Edition Aragon, Moers 1999, ISBN 3-89535-456-2.
- Hammer – Zirkel – Tomahawk. Die Hobbyindianer der DDR. Edition Druidenstein, Oberloquitz 2006.
- Die utopischen Welten der DDR. Eigenverlag, Berlin 2007.